# Дифембах-ле-Хејиме
Дифембах-ле-Хејиме (фр. Diffembach-lès-Hellimer) насеље је и општина у североисточној Француској у региону Лорена, у департману Мозел која припада префектури Форбаш.
По подацима из 2011. године у општини је живело 381 становника, а густина насељености је износила 65,8 становника/km². Општина се простире на површини од 5,79 km². Налази се на средњој надморској висини од 225 метара (максималној 265 m, а минималној 216 m).

## Демографија
| 1962. | 1968. | 1975. | 1982. | 1990. | 1999. | 2011. |
| ----- | ----- | ----- | ----- | ----- | ----- | ----- |
| 301   | 303   | 319   | 347   | 333   | 312   | 381   |

График промене броја становника у току последњих година